# 水槽用クーラー
水槽用クーラー（すいそうようクーラー）は、アクアリウムに使用される水温低下装置である。アクアリウムの世界では単にクーラーとも呼ばれる。ふつう、水槽用の冷却ファンはこれに含めない。

## 原理
冷却装置本体を水槽外に設置するものと、水槽内に投入するものとがある。
コンプレッサー型が効率のよい冷却方法であり投資効果もある。

## 概要
日本の近海、河川に棲息するような低温を好む魚類はもちろん、多くの熱帯魚・海水魚の飼育において重宝する装置である。というのも、日本の夏の気温はとても高いため、様々な飼育器具(照明やポンプ、濾過装置など)の発生する熱量も併せれば、特別な対策を取らない限り水温が30℃を軽く越えることも珍しくなく(室温よりもずっと高くなる傾向がある)、いくら熱帯性の水棲生物でも耐えられない種が多くあるからである。
一例を挙げれば水草の多くは30℃を越える高水温に弱く、サンゴや熱帯性海水魚のように海棲の生物であれば自然界で30℃を長期間越えるような事態は滅多に起こりえず、数ヶ月も続けば生命力に大きな打撃を受け、死滅することもあり得る。従って上記のような高水温に弱い生物を安定的に飼育するためには積極的に水温を低下する必要が出てくる。
しかしながら、近年廉価なものが多く販売されているとはいえ、飼育器具としてはトップレベルに高価であり、マニアにとっては必需器具扱いを受けるものの、多くの愛好家には垂涎の的でもある。
欠点としては高価格の他に、メーカーが推奨する容量では全く足りない場合もあること(より上位機種を買い直すはめになる)、消費電力が大きいこと、本体の廃熱が大きいこと(屋内に置けば暖房機になるほど)、騒音の大きい機種が多いこと(ペルティエ素子式を除く)が挙げられる。
この目安としてはカロリーを基準に選ぶと良い。カロリーの高いものは価格も高い。
どんなに節電効果を謳っていても、どんなに静音を謳っていても効果の薄いものは節電、静音である。
価格とカロリーを比較すれば買損は避けられ、買った後で音がうるさい、電気代が高いといっても直ぐ冷える、短時間で運転が停止すれば本来の目的に適う。
これらの欠点のため、多くの水槽を維持するマニアにはいちいち本機を設置せず、部屋ごとルームエアコンで冷却する者もいる。前述の通り室温よりも水温が高くなる傾向があるため、水槽を十分冷却するためには人間が風邪を引くほどの室温設定にする必要がある。